# Malá velká holka
Malá velká holka (v anglickém originále Little Big Girl) je 12. díl 18. řady (celkem 390.) amerického animovaného seriálu Simpsonovi. Scénář napsal Don Payne a díl režíroval Raymond S. Persi. V USA měl premiéru dne 11. února 2007 na stanici Fox Broadcasting Company a v Česku byl poprvé vysílán 2. listopadu 2008 na stanici ČT2.

## Děj
Líza se snaží vytvořit referát o kořenech své rodiny, ale nedaří se jí najít nic zajímavého. Nakonec si vymyslí vlastní indiánský kmen Hitachiů. Své morální dilema překoná po „rozhovoru“ se svým odrazem v okně. Školní kolo soutěže vyhraje a má vystoupit v kulturním domě.
Mezitím Cletus ve své stodole souhrou mnoha až bizarních náhod způsobí požár, který se rozšíří do města včetně základní školy. Ředitel Skinner přikáže školníkovi uhasit požár, ale všechny hasicí přístroje jsou pryč. Bart a Milhouse je ukradli a Bart je upevnil na vozík. Po odjištění se Bart prožene městem a celý požár uhasí. Jako odměnu dostane od starosty řidičský průkaz.
Líza přednáší svůj referát před celým městem v kulturním domě. Homer dá Bartovi mobilní telefon, aby pro něj mohl dojet, když to bude potřebovat. Homer toho hodně využívá a Bart toho už má dost. Vydá se do Severního Haverbrooku. Tam se seznámí s Darsy a předstírá, že je mnohem starší. Výmluvou mu je, že má nemoc, kdy člověk vypadá jako stařec, dostal na to prášky a předávkoval se. Tráví spolu hodně času a Darsy Bartovi navrhne, ať se vezmou. Když vyplňují formulář, tak se Bart přizná, že mu je jen 10 let. Ona se mu přizná, že je těhotná. V tom Bart zmizí a snaží se ujet, ale auto nestartuje. Otcem je norský výměnný student. Úřednice jim prozradí, že mají jet do Utahu, protože tam se mohou i tak vzít.
Líza znovu přednáší svůj referát, tentokrát na celostátní kmenové konferenci. Uprostřed projevu se přizná, že si to celé vymyslela, publikum jí to nakonec odpustí. Homer jí pak řekne, že jeho prapraprababička byla indiánka.
Marge najde u Barta v pokoji dopis, popisující jeho situaci. Pak se u jejich dveří objeví i rodiče Darsy. Vydají se za nimi a přeruší svatbu. Darsyina matka prý také čeká dítě, takže mohou říkat, že měla dvojčata.

## Přijetí
Ve Spojených státech díl během premiéry sledovalo 8,27 milionu diváků.
Patrick D. Gaertner ze serveru Puzzled Pagan napsal: „Tohle je taková divná epizoda. A myslím, že jedna z hlavních věcí, která ji dělá divnou, je to, že úplně vynechali zápletku s Lízou a odsunuli ji do béčkové části. Upřímně řečeno, obě tyhle zápletky by snesly vlastní díly, ale v tomhle formátu prostě působí divně a uspěchaně. Zápletka s Lízou je opravdu divná a ve světě, který se zabýval tou jednou ženou, která předstírala, že je černoška, aby získala práci profesorky, mohla být tato zápletka opravdu výjimečná. Ale právě ta zápletka s Bartem mi přijde opravdu divná. Bartovi je deset let a začne se líbat s nějakou těhotnou patnáctkou a chce se oženit? Co to sakra je? To je taková divná premisa a myslím, že ten díl si nedal dost práce s tím, aby to působilo věrohodně. Bylo to prostě hrozně mimo. Bart se obvykle o holky nezajímá a v téhle epizodě křižuje a hledá si partnerky. Nevím, prostě mi to přijde jako trochu odfláknutý příběh, ale to může být jen mnou.“.
Robert Canning z IGN uvedl, že „v době, kdy většina lidí odepisuje nové epizody Simpsonových jako zcela nesrovnatelné s klasickými díly předchozích řad, měla Malá velká holka několik vlastních klasických momentů. Od sledu událostí, které vedly k zapálení města, až po další reinterpretaci Bartova závodu domů ze školy (tentokrát napáchal mnoho škody v rodinném autě), bylo toho hodně, co jsme si užili. Škoda, že závěr epizody nedokázal dostát skvělému začátku.“